# Parroquia de Claiborne
La parroquia de Claiborne (en inglés: Claiborne Parish), fundada en 1828, es una de las 64 parroquias del estado estadounidense de Luisiana. En el año 2000 tenía una población de 16.851 habitantes con una densidad poblacional de 9 personas por km². La sede de la parroquia es Homer.

## Geografía
Según la Oficina del Censo, la parroquia tiene un área total de 1988 km² (767,6 mi²), de la cual 1955 km² (754,8 mi²) es tierra y 33 km² (12,7 mi²) (1.68%) es agua.

### Parroquias y condados adyacentes
- Condado de Columbia (Arkansas) - noroeste
- Condado de Union (Arkansas) - noreste
- Parroquia de Union - este
- Parroquia de Lincoln - sureste
- Parroquia de Bienville - sur
- Parroquia de Webster - oeste

## Carreteras
- U.S. Highway 79
- Carretera Estatal de Luisiana 2
- Carretera Estatal de Luisiana 9

## Demografía
En el 2000 la renta per cápita promedia de la parroquia era de $25,344, y el ingreso promedio para una familia era de $32,225. En 2000 los hombres tenían un ingreso per cápita de $29,161 versus $20,102 para las mujeres. El ingreso per cápita para la parroquia era de $13,825. Alrededor del 26.50% de la población estaba bajo el umbral de pobreza nacional.

## Ciudades y pueblos
| - Athens - Haynesville | - Homer - Junction City | - Lisbon |

Áreas no incorporadas
- Arizona
- Lake Claiborne
- Marsalis
- Russellville
- Summerfield